# Светско првенство у атлетици у дворани 2006 — 800 метара за жене
Трка на 800 метара у женској конкуренцији на 11. Светском првенству у атлетици 2006. у Москви одржано је 10., 11. и 12. марта у Спортском центру „Олимпијски“.
Титулу освојену у Будимпешти 2004. одбранила је Марија Мутола из Мозамбика. Ово је њена 7 титула.

## Земље учеснице
Учествовало је 21 такмичарка из 14 земаља.
1. Бугарска (1)
2. Гвајана (1)
3. Италија (2)
4. Јамајка (1)
5. Мароко (2)
6. Мозамбик (1)
7. Пољска (1)
8. Румунија (2)
9. Русија (2)
10. САД (2)
11. Танзанија (1)
12. Уједињено Краљевство (2)
13. Украјина (2)
14. Француска (1)

## Освајачи медаља
| Освајачи медаља |                |               |  |  |  |  |
|                 |                |               |  |  |  |  |
|                 |                |               |  |  |  |  |
|                 |                |               |  |  |  |  |
| Марија Мутола   | Кенија Синклер | Хасна Бенхаси |  |  |  |  |
| Мозамбик        | Јамајка        | Мароко        |  |  |  |  |

## Рекорди
Стање 9. март 2006.
| Рекорди пре почетка Светског првенства 2006. | Рекорди пре почетка Светског првенства 2006. | Рекорди пре почетка Светског првенства 2006. | Рекорди пре почетка Светског првенства 2006. | Рекорди пре почетка Светског првенства 2006. | Рекорди пре почетка Светског првенства 2006. |
| -------------------------------------------- | -------------------------------------------- | -------------------------------------------- | -------------------------------------------- | -------------------------------------------- | -------------------------------------------- |
| Светски рекорд                               | 1:55,82                                      | Јоланда Чеплак                               | Словенија                                    | Беч, Аустрија                                | 3. март 2002.                                |
| Рекорд светских првенстава                   | 1:56,90                                      | Лудмила Форманова                            | Чешка                                        | Маебаши, Јапан                               | 7. март 1999.                                |
| Најбољи резултат сезоне                      | 1:57,51                                      | Олга Котљарова                               | Русија                                       | Москва, Русија                               | 18. фебруар 2006.                            |
| Афрички рекорд                               | 1:57,06                                      | Марија Мутола                                | Мозамбик                                     | Лијевен, Француска                           | 12. фебруар 1999.                            |
| Азијски рекорд                               | 2:00,78                                      | Михо Сато                                    | Јапан                                        | Јокохама, Јапан                              | 22. фебруар 2003.                            |
| Северноамерички рекорд                       | 1:58,71                                      | Никол Тетер                                  | Сједињене Државе                             | Њујорк, САД                                  | 2. март 2002.                                |
| Јужноамерички рекорд                         | 1:59,21                                      | Летисија Вријезде                            | Суринам                                      | Бирмингем, Уједињено Краљевство              | 23. фебруар 1997.                            |
| Европски рекорд                              | 1:55,82                                      | Јоланда Чеплак                               | Словенија                                    | Беч, Аустрија                                | 3. март 2002.                                |
| Океанијски рекорд                            | 2:00,36                                      | Тони Хоџкинсон                               | Аустралија                                   | Париз, Француска                             | 9. март 1997.                                |

### Најбољи резултати у 2006. години
Десет најбољих атлетичарки године на 800 метара у дворани пре првенства (10. марта 2006), имале су следећи пласман.
| 1.  | Олга Котљарова     | Русија           | 1:57,51 | 18. фебруар |
| 2.  | Светлана Черкасова | Русија           | 1:58,34 | 4. фебруар  |
| 3.  | Елена Соболева     | Русија           | 1:58,53 | 4. фебруар  |
| 4.  | Наталија Циганова  | Русија           | 1:59,18 | 24. јануар  |
| 5.  | Карен Хервуд       | Велика Британија | 2:00,53 | 27. јануар  |
| 6.  | Ирина Вашенцева    | Русија           | 2:00,67 | 24. јануар  |
| 7.  | Марија Мутола      | Мозамбик         | 2:00,81 | 26. фебруар |
| 8.  | Тетјана Петљук     | Украјина         | 2:01,55 | 4. фебруар  |
| 9.  | Хасна Бенхаси      | Мароко           | 2:01,68 | 11. фебруар |
| 10. | Марија Чонкан      | Румунија         | 2:01,70 | 19. фебруар |

Такмичарке чија су имена подебљана учествовале су на СП 2006.

## Сатница
| Датум          | Време | Ниво          |
| -------------- | ----- | ------------- |
| 10. март 2006. | 16:55 | Квалификације |
| 11. март 2006. | 16:40 | Полуфинале    |
| 12. март 2006. | 17:10 | Финале        |

## Резултати

### Квалификације
Такмичење је одржано 10. марта 2006. године. Такмичарке су биле подељене у 4 групе. За пласман у полуфинале пласирале су се по 2 првопласирана из група (КВ) и 4 према постигнутом резултату (кв).,,.
Почетак такмичења: група 1 у 16:55, група 2 у 17:01, група 3 у 17:07, група 4 у 17:13.
| Плас. | Група | Атлетичарка            | Земља                | ЛР       | ЛРС      | Резултат | Белешка |
| ----- | ----- | ---------------------- | -------------------- | -------- | -------- | -------- | ------- |
| 1.    | 1     | Марија Мутола          | Мозамбик             | 1:55,19о | 2:00,81  | 2:02,33  | КВ      |
| 2.    | 1     | Тетјана Петљук         | Украјина             | 1:59,48о | 2:01,55  | 2:02,40  | КВ      |
| 3.    | 1     | Џенифер Медоуз         | Уједињено Краљевство | 2:02,05о | 2:02,41  | 2:02,75  | кв      |
| 4.    | 2     | Хасна Бенхаси          | Шпанија              | 1:56,43о | 2:01,68  | 2:03,63  | КВ      |
| 5.    | 2     | Еветина Сентовска-Дрик | Пољска               | 2:00,71о | 2:03,74  | 2:03,71  | КВ, ЛРС |
| 6.    | 3     | Олга Котљарова         | Русија               | 1:57,51  | 1:57,51  | 2:03,75  | КВ      |
| 7.    | 3     | Кенија Синклер         | Јамајка              | 1:58,88о | 2:01,81  | 2:03,94  | КВ      |
| 8.    | 1     | Теодора Коларова       | Бугарска             | 2:01,14о | 2:02,03  | 2:04,12  | кв      |
| 9.    | 3     | Франсес Сантин         | САД                  | 2:00,84о | 2:03,43  | 2:04,22  | кв      |
| 10.   | 2     | Михаела Неакшу         | Румунија             | 1:59,78о | 2:02,00  | 2:04,24  | кв      |
| 11.   | 2     | Карен Хервуд           | Уједињено Краљевство | 2:00,53  | 2:00,53  | 2:04,51  |         |
| 12.   | 4     | Елизабет Груселе       | Француска            | 1:59,46о | 2:03,18  | 2:04,74  | КВ      |
| 13.   | 4     | Наталија Циганова      | Русија               | 1:56,60о | 1:59,18  | 2:04,82  | КВ      |
| 14.   | 3     | Елиса Кусма Пичионе    | Италија              | 2:00,96о | 2:01,87  | 2:04,95  |         |
| 15.   | 3     | Амина Аит Хамоу        | Мароко               | 1:57,82о | 2:03,27  | 2:05,11  |         |
| 16.   | 4     | Марија Чонкан          | Румунија             | 1:59,44о | 2:01,70  | 2:05,17  |         |
| 17.   | 1     | Lwiza Msyani John      | Танзанија            | 1:59,58о | 2:08,43о | 2:05,88  | ЛРС     |
| 18.   | 4     | Зоја Нестеренко-Хладун | Украјина             | 2:03,73  | 2:03,73  | 2:05,90  |         |
| 19.   | 1     | Маријан Барнет         | Гвајана              | 1:59,47о | 2:04,55  | 2:07,18  |         |
| 20    | 2     | Alexia Oberstolz       | Италија              | 2:02,35о | 2:03,10  | 2:07,62  |         |
|       | 4     | Алис Шмит              | САД                  | 1:59,29о | 2:01,93  | Диск.    |         |

### Полуфинале
Такмичење не одржано 11. марта 2006. године. Такмичарке су биле подељене у 2 групе. За пласман у финале пласирале су се по 3 првопласиране из група (КВ).,,
Почетак такмичења: група 1 у 16:40, група 2 у 16:50.
| Поз. | Група | Атлетичарка            | Земља                | Резултат | Белешка    |
| ---- | ----- | ---------------------- | -------------------- | -------- | ---------- |
| 1.   | 2     | Кенија Синклер         | Јамајка              | 2:00,06  | КВ, НР, ЛР |
| 2.   | 2     | Марија Мутола          | Мозамбик             | 2:00,29  | КВ, ЛРС    |
| 3.   | 2     | Елизабет Груселе       | Француска            | 2:00,06  | КВ, НР, ЛР |
| 4.   | 2     | Наталија Циганова      | Русија               | 2:00,46  |            |
| 5.   | 2     | Михаела Неакшу         | Румунија             | 2:02,51  |            |
| 6.   | 1     | Хасна Бенхаси          | Мароко               | 2:03,59  | КВ         |
| 7.   | 1     | Олга Котљарова         | Русија               | 2:03,70  | КВ         |
| 8.   | 1     | Еветина Сентовска-Дрик | Пољска               | 2:03,87  | КВ         |
| 9.   | 1     | Џенифер Медоуз         | Уједињено Краљевство | 2:03,95  |            |
| 10.  | 1     | Тетјана Петљук         | Украјина             | 2:04,74  |            |
| 11.  | 1     | Теодора Коларова       | Бугарска             | 2:04,88  |            |
| 12.  | 2     | Франсес Сантин         | САД                  | 2:05,40  |            |

### Финале
Такмичење не одржано 12. марта 2006. године у 17:10.,
| Поз. | Атлетичарка            | Земља     | Резултат | Белешка |
| ---- | ---------------------- | --------- | -------- | ------- |
|      | Марија Мутола          | Мозамбик  | 1:58,90  | ЛРС     |
|      | Кенија Синклер         | Јамајка   | 1:59,54  | НР, ЛР  |
|      | Хасна Бенхаси          | Мароко    | 2:00,34  | ЛРС     |
| 4.   | Елизабет Груселе       | Француска | 2:00,74  |         |
| 5.   | Олга Котљарова         | Русија    | 2:01,26  |         |
| 6.   | Еветина Сентовска-Дрик | Пољска    | 2:02,39  | ЛРС     |